# ایستگاه متروی هوبرن
ایستگاه هوبرن(‎/ˈhoʊbərn/‎ HOH-bə(r)n) یک ایستگاه از خط مرکزی و از خطوط متروی لندن است که در منطقه کینگزوی قرار دارد .

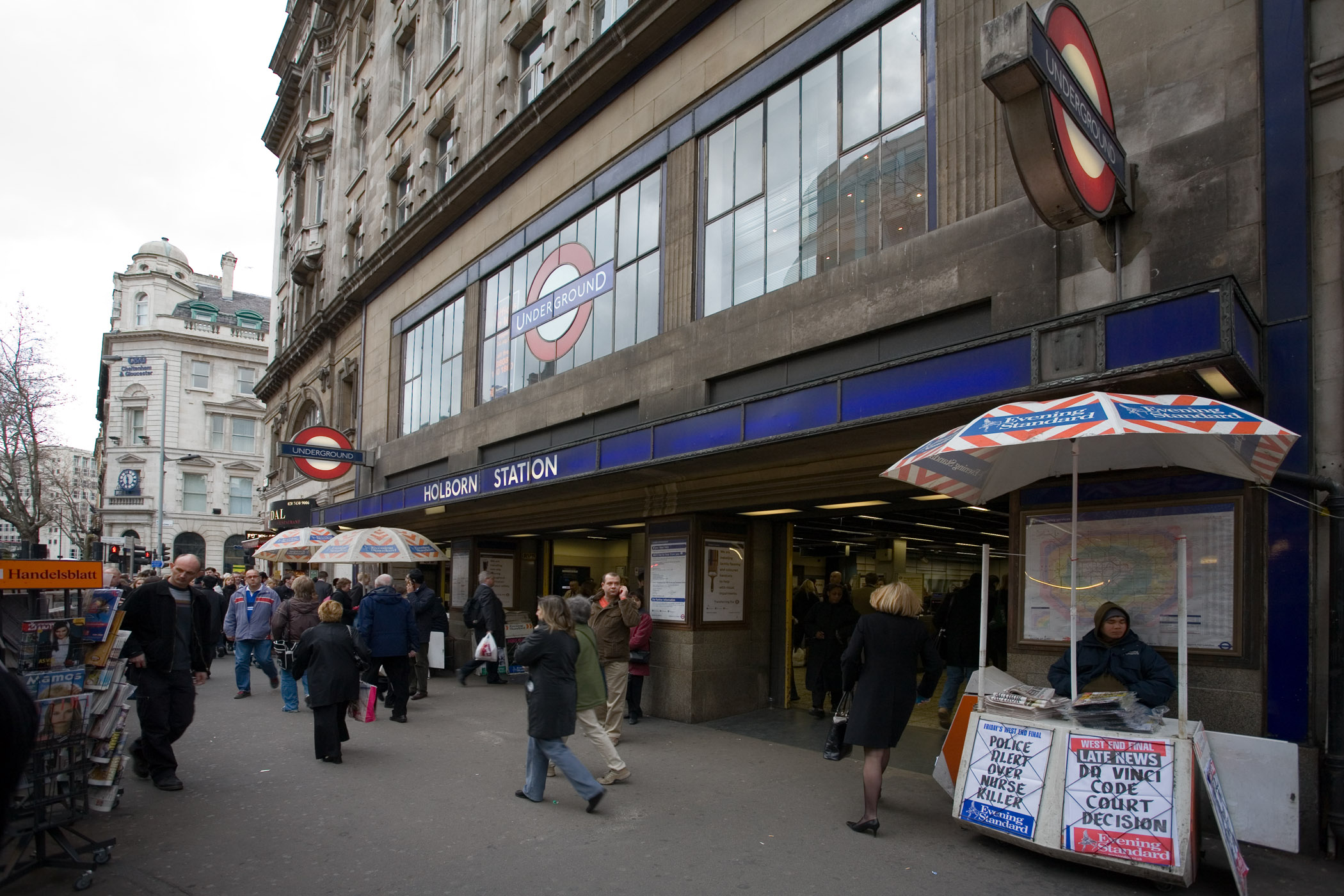

## نگارخانه

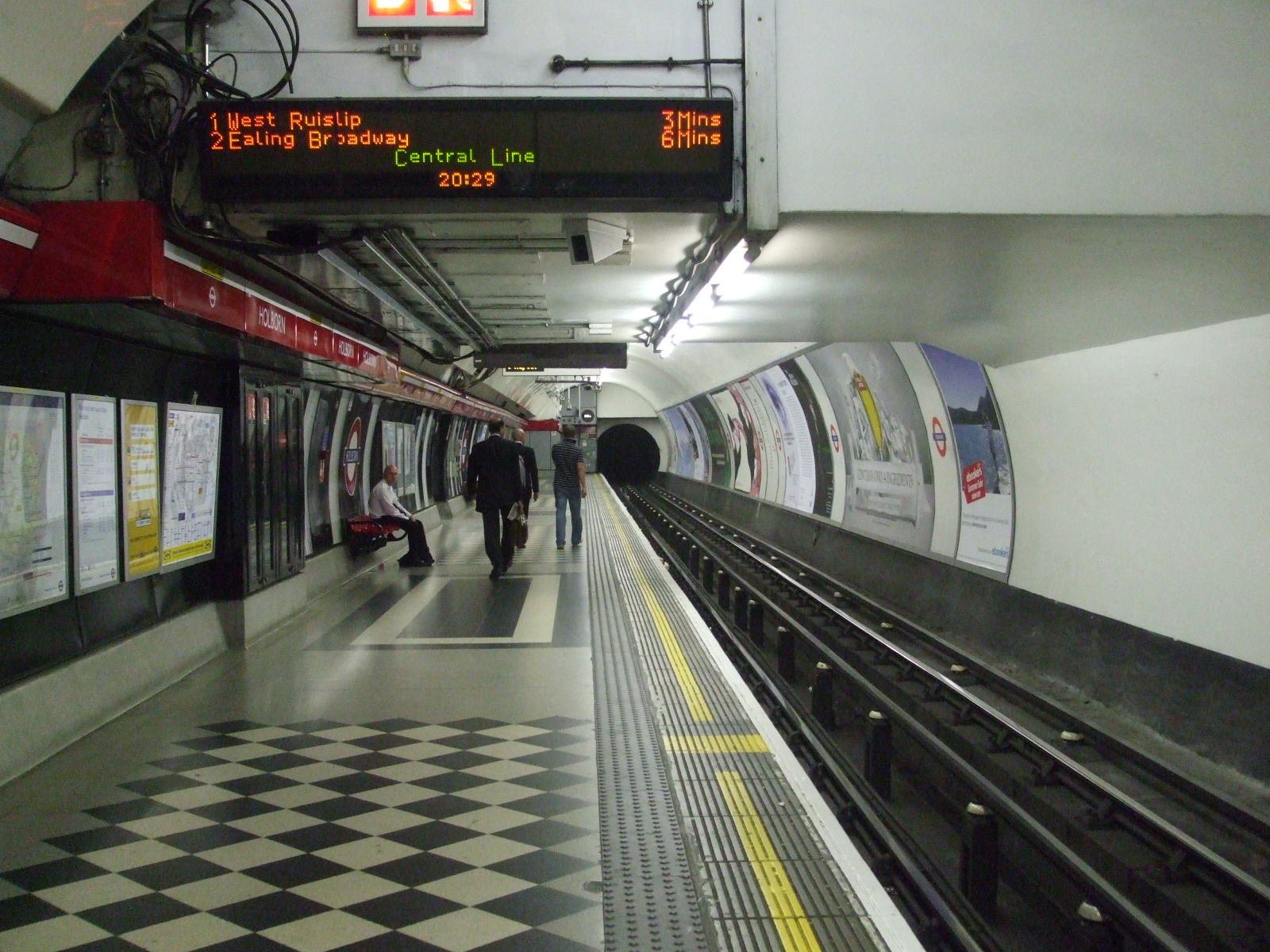
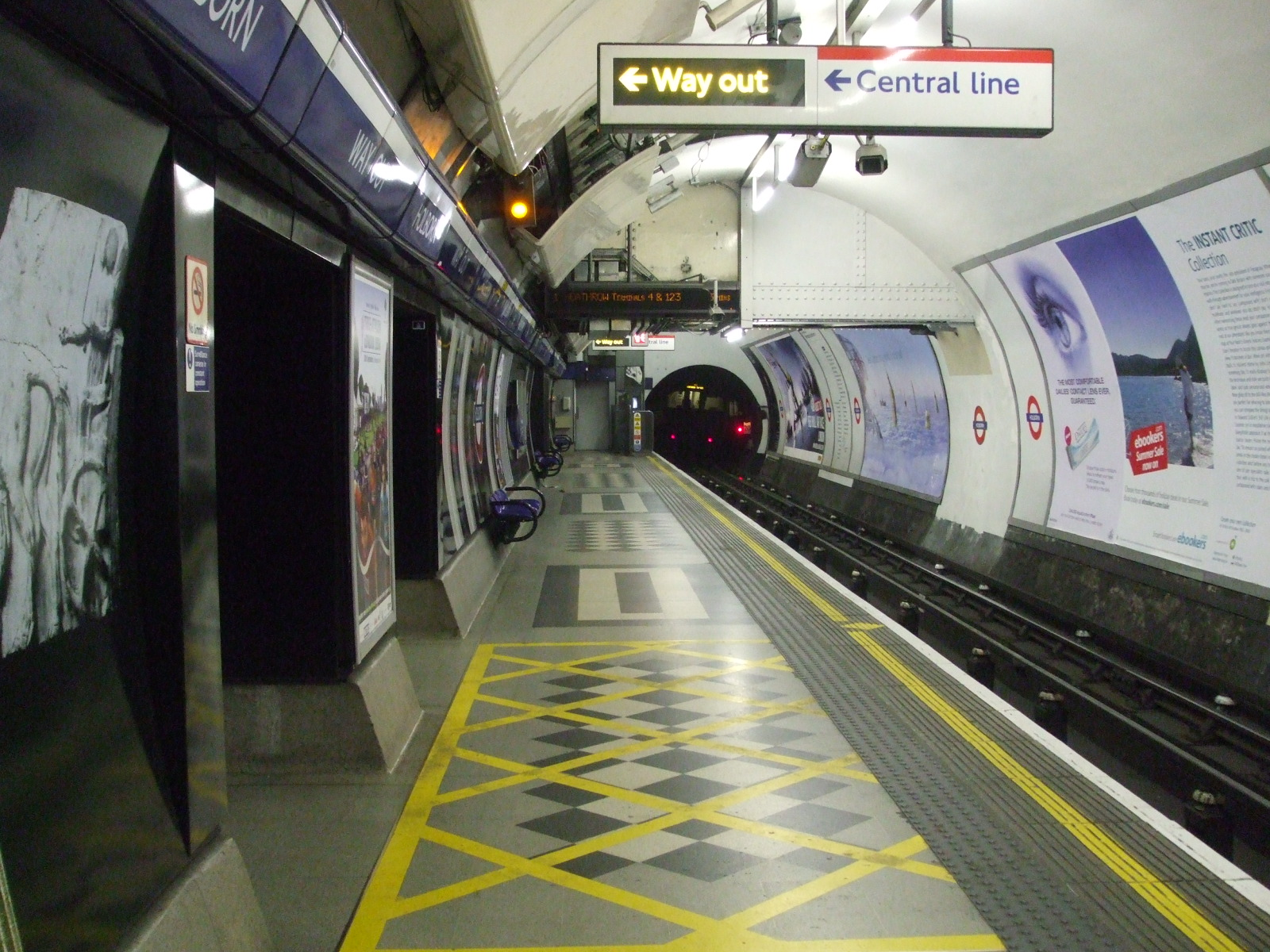
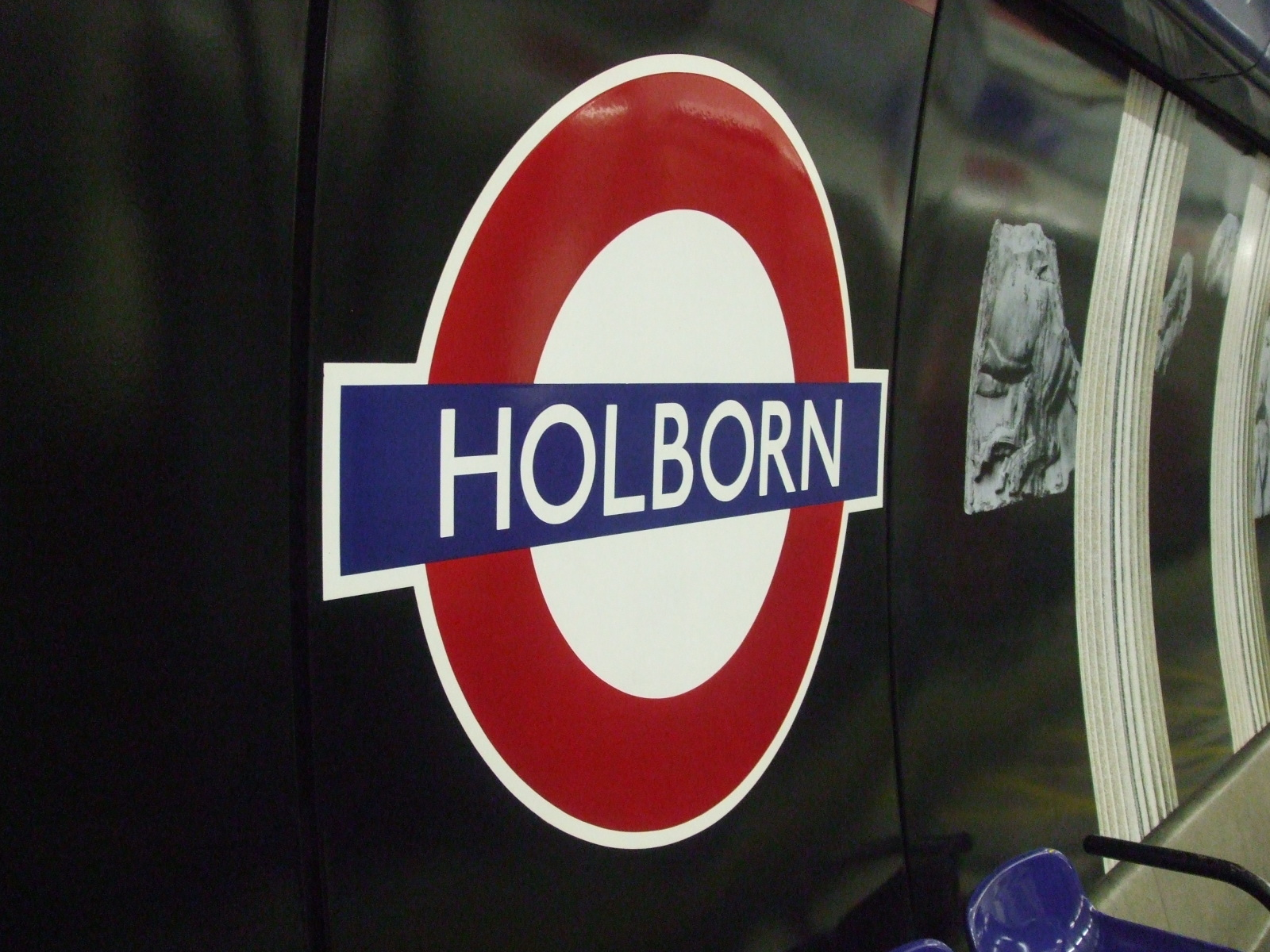
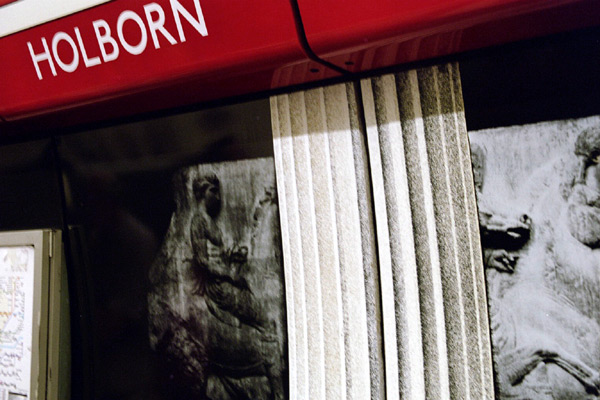
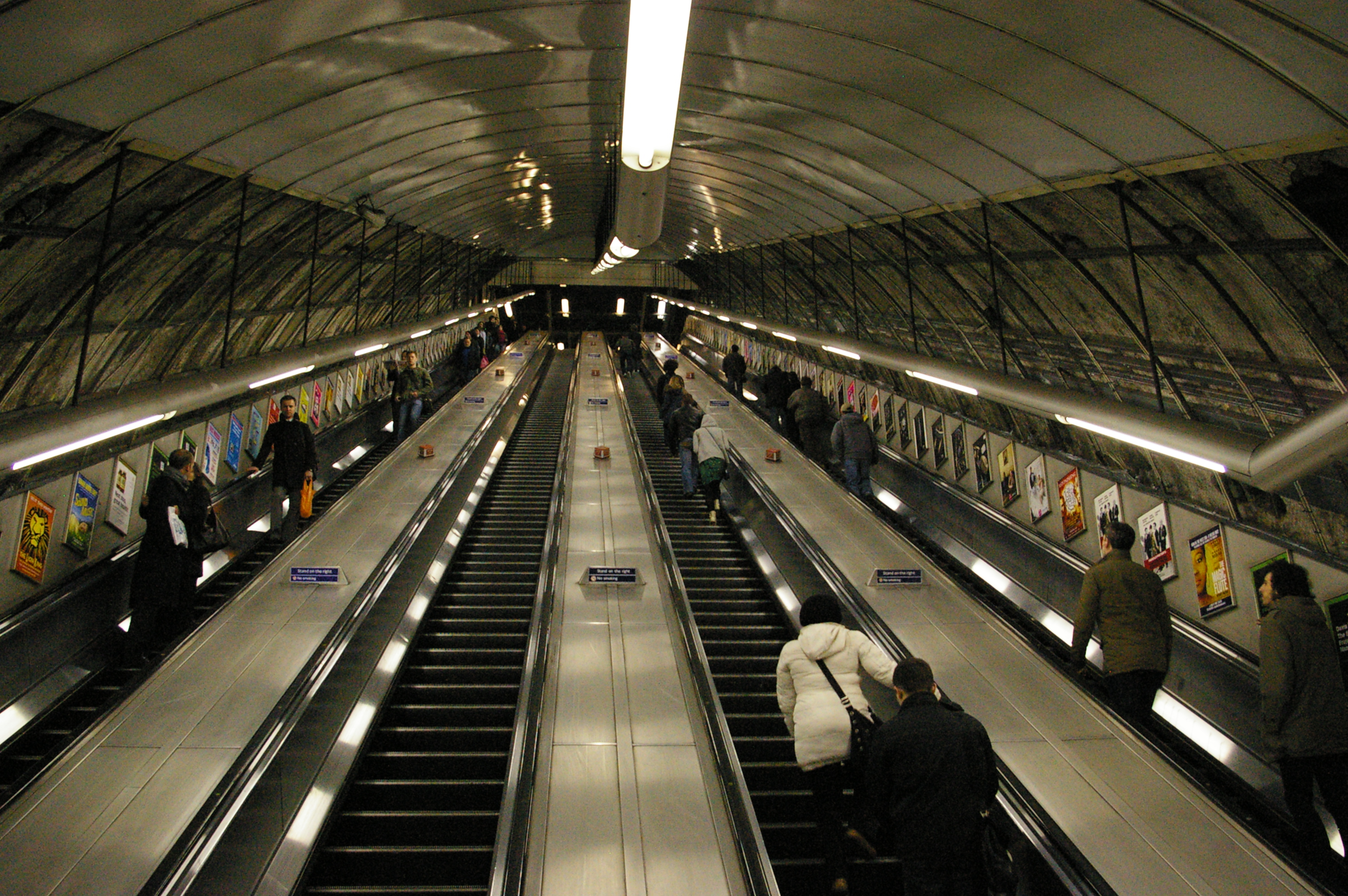